# Leonor Seixas
Leonor Seixas Moreira Serafim (Lisboa, 30 de novembro de 1980) é uma premiada atriz portuguesa.

## Biografia
Leonor Seixas nasceu a 30 de novembro de 1980 em Lisboa. É filha da pianista Carla Seixas e do cantor lírico Fernando Serafim.
Após frequentar a Escola de Dança do Conservatório Nacional Leonor Seixas estudou na Escola Profissional de Teatro de Cascais e frequentou o Lee Strasberg Theatre Institute em Nova Iorque por 3 anos.
Na televisão ganha projecção após as telenovelas O Olhar da Serpente (2002) na SIC e Saber Amar (2002) da TVI.
Pisa os palcos do teatro em produções como Marcas de Sangue (2005) de Judy Upton, encenada por Isabel Medina numa apresentação da "Escola de Mulheres - Oficina de Teatro" no Teatro da Comuna ou 1755 - O Grande Terramoto (2006), pelo "Teatro da Trindade - INATEL".
No cinema, Seixas estreia-se nas longas-metragens na galardoada A Passagem da Noite (2003) de Luís Filipe Rocha, tendo recebido um prémio na Mostra de València por esta interpretação. No seu percurso cinematrográfico destacam-se ainda Até Amanhã, Camaradas (2005) que lhe valeu uma nomeação para os Prémios Sophia e Sei Lá (2014) com o qual somou nomeações nos Prémios Áquila, Sophia e Globos de Ouro.
Tendo vivido anteriormente em Paris, no Rio de Janeiro e Nova Iorque, residiu a partir de 2010 Los Angeles.
Durante as gravações de A Única Mulher (2015) enceta uma relação com assistente de realização Pedro Brandão com quem casaria em segredo no verão de 2015, celebrando publicamente uma segunda cerimónia em Las Vegas, em Março de 2016. O casal separou-se no verão de 2018.

## Teatro
| Ano  | Título                    | Companhia/Grupo                        | Ref.  |
| ---- | ------------------------- | -------------------------------------- | ----- |
| 2005 | Marcas de Sangue          | Escola de Mulheres - Oficina de Teatro | [ 3 ] |
| 2006 | 1755 - O Grande Terramoto | "Teatro da Trindade - INATEL"          | [ 3 ] |
| 2007 | Dentadas                  | Escola de Mulheres - Oficina de Teatro | [ 3 ] |
| 2015 | Boas Pessoas              | "Novo Grupo/ Teatro Aberto"            | [ 3 ] |

## Cinema
| Ano  | Título                                          | Ref.ª              |
| ---- | ----------------------------------------------- | ------------------ |
| 2003 | A Passagem da Noite                             | [ 5 ] [ 7 ] [ 11 ] |
| 2008 | Gotas de Alma (curta-metragem)                  | [ 12 ]             |
|      | O Meu Alien                                     | [ 5 ]              |
| 2008 | Amália - O Filme                                | [ 13 ]             |
| 2009 | Uma Aventura na Casa Assombrada                 | [ 11 ]             |
| 2009 | Assalto ao Santa Maria                          | [ 5 ] [ 11 ]       |
| 2011 | Aristides de Sousa Mendes - O Cônsul de Bordéus | [ 5 ] [ 7 ] [ 11 ] |
| 2011 | Putas Marcianas                                 | [ 14 ]             |
| 2014 | Sei Lá                                          | [ 7 ] [ 11 ]       |
| 2014 | Regret                                          | [ 15 ]             |
| 2016 | Cegonhas (dobragem)                             | [ 11 ] [ 16 ]      |

## Televisão
| Ano         | Projeto                           | Papel                                    | Notas                 | Canal           |
| ----------- | --------------------------------- | ---------------------------------------- | --------------------- | --------------- |
| 2002        | O Olhar da Serpente               | Maria dos Prazeres Costa Moreira (jovem) | Participação especial | SIC             |
| 2003 - 2004 | Saber Amar                        | Diana Alfarroba                          | Protagonista          | TVI             |
| 2004        | Inspetor Max                      | Marina                                   | Participação especial | TVI             |
| 2005        | Mistura Fina                      | Íris                                     | Atriz Convidada       | TVI             |
| 2005        | Mistura Fina                      | Roda Leão                                | Atriz Convidada       | TVI             |
| 2005        | Até Amanhã Camaradas (mini-série) | Maria                                    | Protagonista          | SIC             |
| 2006        | PICA                              |                                          |                       | RTP2            |
| 2006        | Pedro e Inês                      | D. Constança                             | Elenco principal      | RTP1            |
| 2006 - 2007 | Paixões Proibidas                 | Adelaide Gusmão                          | Elenco principal      | RTP1            |
| 2008 - 2009 | Vila Faia                         | Lúcia Henriques                          | Elenco principal      | RTP1            |
| 2008        | Casos da Vida (Vida Desfeita)     | Vera Medeiros                            | Elenco principal      | TVI             |
| 2008        | Casos da Vida (A Decisão)         | Mafalda                                  | Protagonista          | TVI             |
| 2008 - 2009 | Feitiço de Amor                   | Diana Prates                             | Elenco principal      | TVI             |
| 2009        | Uma Aventura na Casa Assombrada   | Laura                                    | Participação especial | SIC             |
| 2010        | Laços de Sangue                   | Eunice Nogueira (jovem)                  | Participação especial | SIC             |
| 2012        | Liberdade 21                      | Inês                                     | Participação especial | RTP1            |
| 2015 - 2017 | A Única Mulher                    | Sílvia Caiado                            | Elenco principal      | TVI             |
| 2016 - 2017 | Rainha das Flores                 | Beatriz Correia                          | Elenco principal      | SIC             |
| 2018 - 2019 | Circo Paraíso                     | Amélia                                   | Elenco adicional      | RTP1            |
| 2019        | O Nosso Cônsul em Havana          | Anna Conover                             | Protagonista          | RTP1            |
| 2020        | Quer o Destino                    | Patricia Fontes                          | Elenco principal      | TVI             |
| 2022 - 2023 | Quero É Viver                     | Lúcia Vaz                                | Elenco principal      | TVI             |
| 2022        | Somos Portugal                    | Ela própria                              | Repórter convidada    | TVI             |
| 2024        | Cacau                             | Marlene                                  | Elenco principal      | TVI             |
| 2024        | Congela (2.ª temporada)           | Ela própria                              | Concorrente           | TVI             |
| 2025        | Morangos com Açúcar               | Sol                                      | Elenco principal      | TVI/Prime Video |
| 2025        | A Fazenda (2.ª temporada)         | Laura Miranda                            | Elenco principal      | TVI             |

## Prémios e nomeações
- Leonor Seixas recebeu "Prémio para melhor interpretação feminina" pela sua interpretação em A Passagem da Noite na Mostra de València-Cinema del Mediterrani (2004)[8]
- Nomeação para "Melhor Atriz Principal" para os Prémios Sophia de 2014 da Academia Portuguesa de Cinema por Até Amanhã, Camaradas (2005)[17]
- Nomeação para "Melhor Actriz Principal" para os Prémios Áquila de 2014 da Fénix Associação Cinematográfica por Sei Lá (2014)[18]
- Nomeação para "Melhor Atriz Principal" para os Prémios Sophia de 2015 da Academia Portuguesa de Cinema por Sei Lá (2014)[19]
- Nomeação para "Melhor Atriz" para os Globos de Ouro 2015) por Sei Lá (2014)[20]